# Ivet Goranova
Ivet Goranova (Dolna Mitropolija, 6 de março de 2000) é uma carateca búlgara, campeã olímpica.

## Carreira
Goranova conquistou a medalha de ouro nos Jogos Olímpicos de Verão de 2020 em Tóquio, após confronto na final contra a ucraniana Anzhelika Terliuga na modalidade kumite feminina até 55 kg. Em 2018, conquistou uma das medalhas de bronze no Campeonato Mundial de Caratê.